# اللغة الرازحية
اللغة الرازحية هي لغة سامية جنوبية يتحدث بها ما لا يقل عن 62900 شخص في محيط جبل رازح في أقصى الشمال الغربي من اليمن  وهي اللغة الوحيدة الباقية من اللغات العربية الجنوبية القديمة.

## المتحدثون بها
تستخدم اللغة الرازحية في جبل رازح، وهو جبل يقع غرب مدينة صعدة، وأعلى قمة له هو جبل حرم، يبلغ ارتفاعه 2,790 متر (9,150 قدم). كان عدد سكان جبل رازح حوالي 25000 نسمة في السبعينيات ويقدر عددهم الآن أكثر بكثير. يقال بأن عدد المتحدثين باللغة الرازحية 62900 في عام 2004.

## الأصوات
اللغة الرازحية تستوعب الكثير من الأصوات النطعية بالكلمات. خلافًا للغة العربية، لا تقتصر على الاصوات القطعية فقط ولكنه يشمل الغنًة، وأهمها ‎/n/‏،  كما يمكن رؤيته في كلمات مثل «رجل» سسان و«امرأة» سسانه، وهو لفظ قريب من إنسان بالعربية. كان استيعاب الصوت الصامت الأنفي سمة من سمات كل من شمال الجزيرة العربية والجنوب العربي القديم ولكن لم يتم العثور عليه في أي لهجة عربية. كما تحتوي اللغة الرازحية أيضًا على عدد كبير من المفردات غير العربية وحروف الجر والقواعد النحوية الأخرى.
وعلى النقيض من اللهجات اليمنية، اللغة الرازحية لا تسمح باجتماع ساكنين آخر الكلمة.
ومن الشائع حذف الوسط، أو حذف أحرف العلة العالية (ي) ‎/i/‏ و (و) ‎/u/‏ في اللغة الرازحية:
- واحْده (واحِدة) (‎/wāḥid + ah/‏)
- وصْلوا (وصِلوا) (‎/wiṣil + ū/‏)
- قبْظُوهِم (قِبِضوهم) (‎/gibiẓ + ū + him/‏) [4]